# Joshua G. Newbold
Joshua G. Newbold, född 12 maj 1830 i Fayette County, Pennsylvania, död 10 juni 1903 i Mount Pleasant, Iowa, var en amerikansk republikansk politiker. Han var Iowas viceguvernör 1876–1877 och guvernör 1877–1878.
Newbolds föräldrar Barzilla och Catherine var kväkare i Pennsylvania. I sin ungdom arbetade Newbold som jordbrukare och lärare i Fayette County i Pennsylvania. Han övergav sina planer på medicinska studier och flyttade till Iowa där han var verksam som jordbrukare och köpman. Han tjänstgjorde som kapten i nordstaternas armé och deltog bland annat i belägringen av Vicksburg i amerikanska inbördeskriget.
Newbold efterträdde 1876 Joseph Dysart som Iowas viceguvernör. Guvernör Samuel J. Kirkwood avgick 1877 och efterträddes av Newbold. Året därpå efterträddes han i sin tur som guvernör av John H. Gear. Mellan 1899 och 1903 var Newbold borgmästare i Mount Pleasant. Han avled där 10 juni 1903 och gravsattes på Forest Home Cemetery.